# Dodge Journey
Der Dodge Journey ist ein Crossover-Modell der Marke Dodge. Es war in der ersten Generation zwischen 2008 und 2020 auf diversen Märkten verfügbar. Die zweite Generation wird ausschließlich in Lateinamerika angeboten. 
Auf dem deutschen Markt war die erste Generation des Dodge Journey von Juni 2008 bis Ende 2010 erhältlich. Diesen ersetzte im Sommer 2011 der weitgehend baugleiche Fiat Freemont, der hinsichtlich Motorisierung, Fahrwerk und Ausstattung allerdings mehr auf europäische Bedürfnisse zugeschnitten war. Hergestellt wurde die erste Journey-Generation ebenso wie das Schwestermodell Fiat Freemont im mexikanischen Toluca.

## Journey (2008–2020)

### Geschichte
Der Journey der ersten Generation basierte auf derselben Plattform wie das Crossover-Modell der Schwestermarke Chrysler, der Pacifica, der wiederum auf einer modifizierten Plattform des Dodge Avenger und des Mitsubishi Outlander aufbaute und auch mit den gleichen Motoren (VW-2,0-Liter-PD-Diesel, GEMA-2,4-Liter-Benziner) ausgestattet war.
Das Fahrzeug verfügte über bis zu sieben Sitzplätze und einen flexibel veränderbaren Innenraum. Die Sicherheitsausstattung umfasste serienmäßig unter anderem Seitenairbags vorn und Kopfairbags für alle drei Sitzreihen. Als Ausstattung wurden für das Fahrzeug etwa eine Rückfahrkamera, ein Video-Entertainment-System, ein kühlbares Handschuhfach und eine getrennt regelbare Klimaautomatik zwischen den Vordersitzen und den hinteren Sitzreihen angeboten. Im Fußraum hinter den Vordersitzen gab es verdeckte Staufächer, welche unter anderem mit Getränken bestückt und, zur Kühlung derselben, mit Eis aufgefüllt werden konnten. Des Weiteren gab es optional, im Beifahrersitz versteckt, ein Fach für Wertgegenstände. Der ganze Wagen war mit leicht zu reinigenden Oberflächen und sehr widerstandsfähigen Bezügen für den Familienbetrieb ausgelegt.

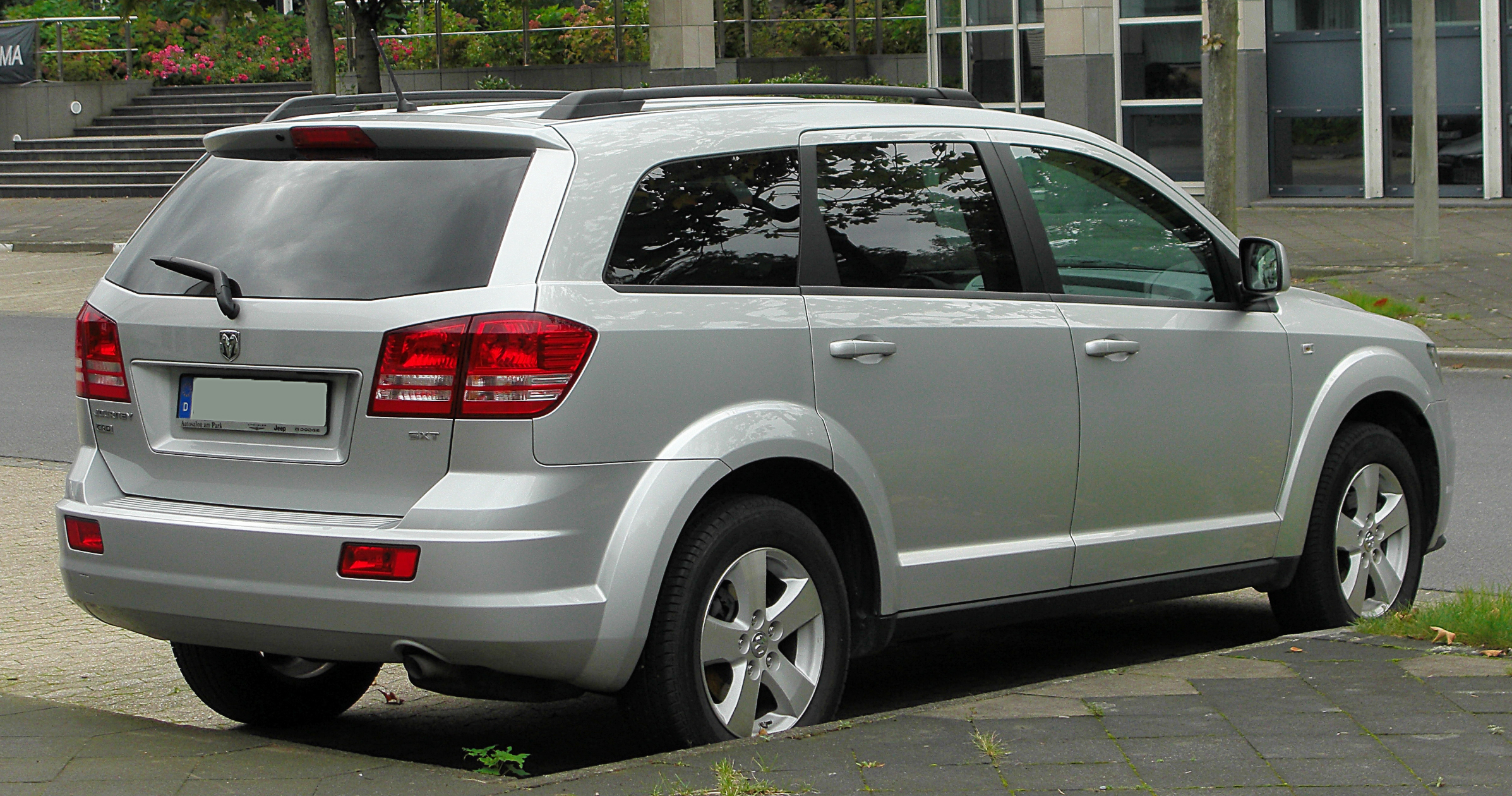
Heckansicht
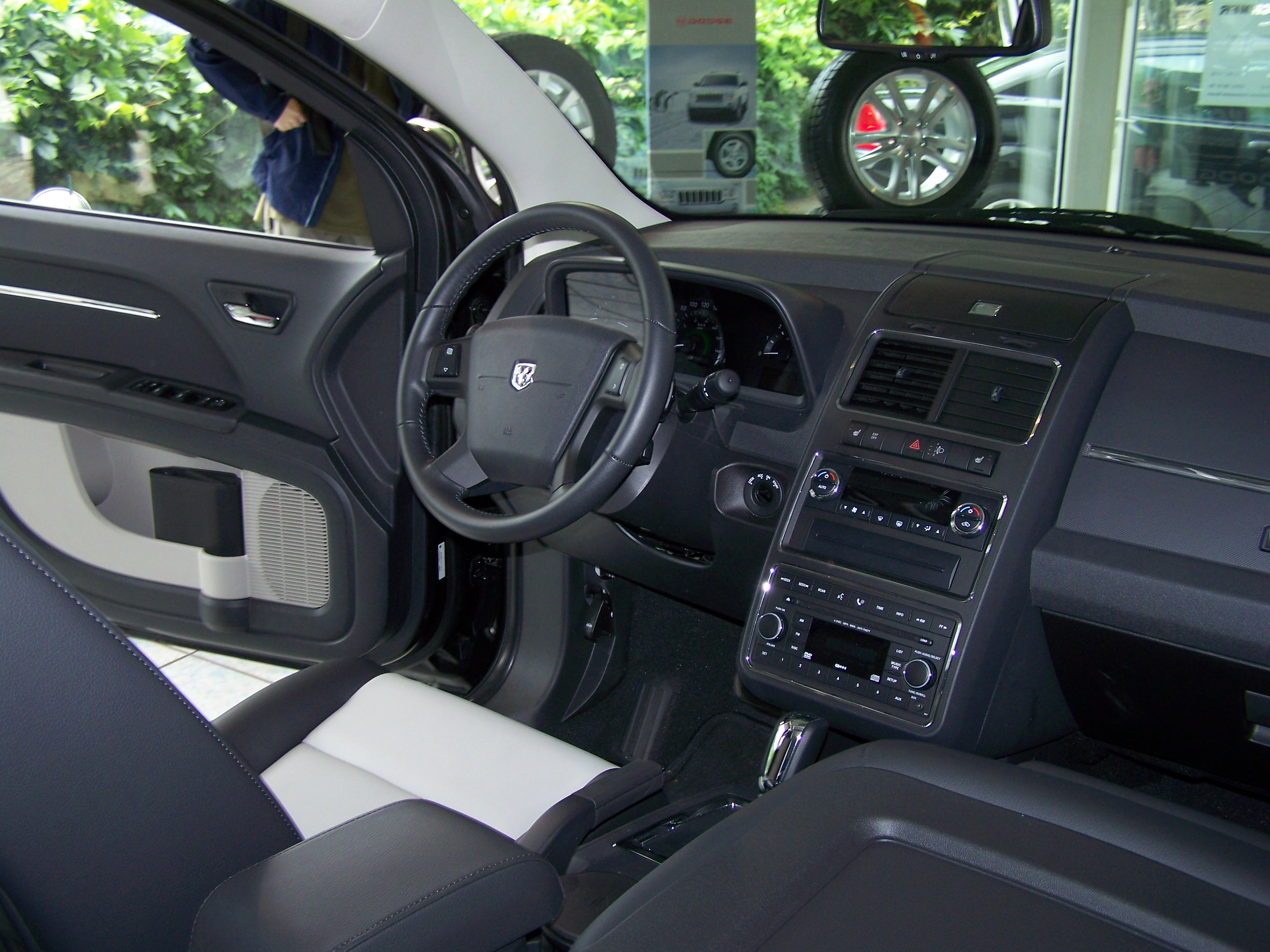
Innenraum

### Modellpflege und Vertrieb als Fiat Freemont

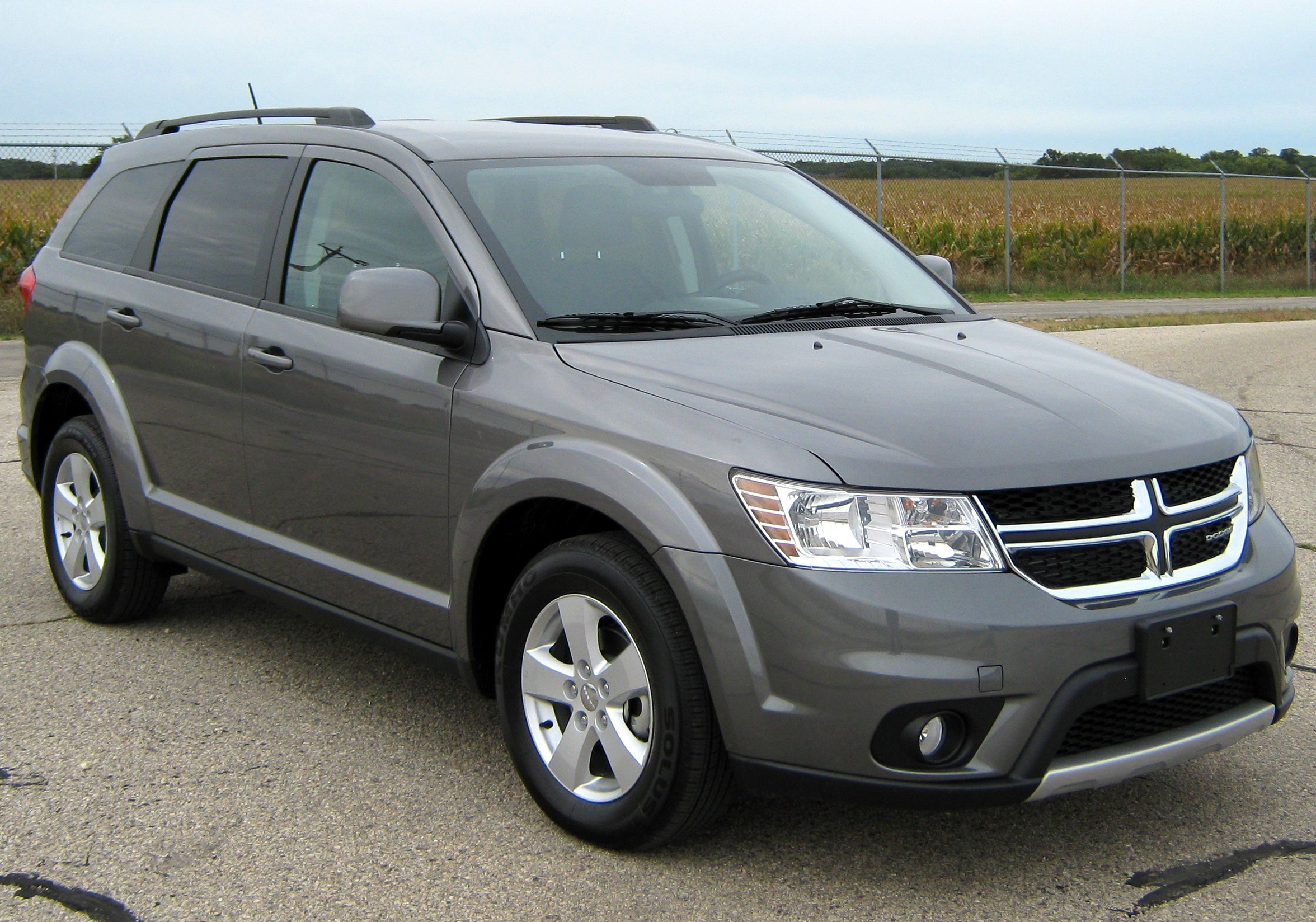
Dodge Journey (2010–2020)

Im Herbst 2010 erhielt der Journey ein Facelift, unter anderem mit modifizierten Schwellern, einem geänderten Kühlergrill sowie mit dem neuen Dodge-Logo. Das überarbeitete Modell wurde in Europa so nicht mehr von Dodge angeboten, nachdem sich Dodge weitgehend vom europäischen Markt zurückgezogen hatte. Ein baugleiches Modell wurde kurzzeitig von Fiat vertrieben und wurde ab 2011 nach einem umfangreichen Facelift, welches vor allem einen grundlegend überarbeiteten Innenraum und ein besser abgestimmtes Fahrwerk beinhaltete, von Fiat als Modell "Freemont" angeboten.

### Motoren/Antrieb
Der Dodge Journey besaß serienmäßig Frontantrieb. Die Motorisierungen umfassten einen 2,0-Liter-VW-Dieselmotor mit Pumpe-Düse-Einspritzung und 103 kW, den 2,4-Liter-GEMA-Weltmotor mit 125 kW sowie einen 2,7-Liter-V6-Ottomotor mit 136 kW (185 PS). Als Spitzenmotorisierung fand ein 3,5-Liter-V6-Benziner mit 173 kW im Top-Modell Journey R/T (optional auch im SXT-Modell) Verwendung.
Das R/T- und SXT-Modell waren in den USA auch mit Allradantrieb erhältlich. In Nordamerika wurde der Journey nicht mit Dieselmotor angeboten. In Europa hingegen waren weder der 3,5-Liter-V6-Motor noch Allradantrieb erhältlich, in Deutschland als Benziner ausschließlich der 2,4-Liter-Motor. In Österreich war als einzige Benzinervariante der 2,7-Liter-V6 erhältlich.

### Getriebe
Das Dieselmodell war mit einem manuellen Sechsganggetriebe (Aisin BG6) oder optional mit einem automatischen Sechsganggetriebe mit Doppelkupplung (Getrag MPS6) erhältlich. Der 2,4-Liter-Motor wurde wahlweise über ein manuelles Fünfganggetriebe (MP T355) oder eine Vierstufenautomatik (41TES) geschaltet. Die beiden V6-Motoren waren in Verbindung mit einem Sechsstufenautomatikgetriebe (62TE) lieferbar.

### Messwerte
Der Wendekreis betrug 11,70 m, der cw-Wert lag bei 0,368. Die serienmäßigen Felgengrößen lagen zwischen 16 × 6,5 (Basismodell) und 19 × 7,0 (R/T).

### Technische Daten
|                                             | 2.4                                                         | 2.7 (nur Europa)         | 3.5 V6 (nicht Europa)    | 3.6 Pentastar V6 (nicht Europa) | 2.0 CRD (nur Europa)           |
| Bauzeitraum                                 | 2008–2020                                                   | 2008–2011                | 2008–2011                | 2008–2019                       | 2008–2011                      |
| Motorkenndaten                              |                                                             |                          |                          |                                 |                                |
| Motortyp                                    | R4-Ottomotor                                                | V6-Ottomotor             | V6-Ottomotor             | V6-Ottomotor                    | R4-Dieselmotor                 |
| Hubraum                                     | 2359 cm³                                                    | 2736 cm³                 | 3518 cm³                 | 3605 cm³                        | 1968 cm³                       |
| max. Leistung bei min−1                     | 125 kW (170 PS) / 6000                                      | 136 kW (185 PS) / 5500   | 175 kW (238 PS) / 6400   | 206 kW (280 PS) / 6350          | 103 kW (140 PS) / 4000         |
| max. Drehmoment bei min−1                   | 220 Nm / 4000                                               | 256 Nm / 4000            | 315 Nm / 4000            | 342 Nm / 4350                   | 310 Nm / 1750–2500             |
| Kraftübertragung                            |                                                             |                          |                          |                                 |                                |
| Antrieb, serienmäßig                        | Vorderradantrieb                                            | Vorderradantrieb         | Vorderradantrieb         | Vorderradantrieb                | Vorderradantrieb               |
| Antrieb, optional                           | —                                                           | —                        | Allradantrieb            | Allradantrieb                   | —                              |
| Getriebe, serienmäßig                       | Europa: 5-Gang-Schaltgetriebe USA: 4-Gang-Automatikgetriebe | 6-Gang-Automatikgetriebe | 6-Gang-Automatikgetriebe | 6-Gang-Automatikgetriebe        | 6-Gang-Schaltgetriebe          |
| Getriebe, optional                          | —                                                           | —                        | —                        | —                               | 6-Gang-Doppelkupplungsgetriebe |
| Messwerte                                   |                                                             |                          |                          |                                 |                                |
| Höchstgeschwindigkeit                       | 188 km/h                                                    | 182 km/h                 |                          | 207 km/h                        | 188 km/h                       |
| Beschleunigung, 0–100 km/h                  | 10,1 s                                                      | 10,8 s                   |                          | 8,4 s                           | 11,6 s                         |
| Kraftstoffverbrauch auf 100 km (kombiniert) | 8,8 l Super                                                 | 10,3 l Super             |                          | 11,3 l Super                    | 6,5 l Diesel                   |
| Tankinhalt                                  | 77 l                                                        | 77 l                     | 77 l                     | 77 l                            | 77 l                           |

### Zulassungszahlen
Zwischen 2008 und 2011 sind in der Bundesrepublik Deutschland insgesamt 2.745 Dodge Journey neu zugelassen worden. Mit 923 Einheiten war 2009 das erfolgreichste Verkaufsjahr.
| 170 \| \| |
|           |

|  |

| 637 \| \| |
|           |

|  |

| 170 \| \| |
|           |

|  |

| 637 \| \| |
|           |

|  |

| 227 \| \| |
|           |

|  |

| 696 \| \| |
|           |

|  |

| 227 \| \| |
|           |

|  |

| 696 \| \| |
|           |

|  |

| 293 \| \| |
|           |

|  |

| 563 \| \| |
|           |

|  |

| 293 \| \| |
|           |

|  |

| 563 \| \| |
|           |

|  |

| 63 \| \| |
|          |

|  |

| 96 \| \| |
|          |

|  |

| 63 \| \| |
|          |

|  |

| 96 \| \| |
|          |

|  |

| 170 \| \| |
|           |

|  |

| 637 \| \| |
|           |

|  |

| 170 \| \| |
|           |

|  |

| 637 \| \| |
|           |

|  |

| 227 \| \| |
|           |

|  |

| 696 \| \| |
|           |

|  |

| 227 \| \| |
|           |

|  |

| 696 \| \| |
|           |

|  |

| 293 \| \| |
|           |

|  |

| 563 \| \| |
|           |

|  |

| 293 \| \| |
|           |

|  |

| 563 \| \| |
|           |

|  |

| 63 \| \| |
|          |

|  |

| 96 \| \| |
|          |

|  |

| 63 \| \| |
|          |

|  |

| 96 \| \| |
|          |

|  |

| 170 \| \| |
|           |

|  |

| 637 \| \| |
|           |

|  |

| 170 \| \| |
|           |

|  |

| 637 \| \| |
|           |

|  |

| 227 \| \| |
|           |

|  |

| 696 \| \| |
|           |

|  |

| 227 \| \| |
|           |

|  |

| 696 \| \| |
|           |

|  |

| 293 \| \| |
|           |

|  |

| 563 \| \| |
|           |

|  |

| 293 \| \| |
|           |

|  |

| 563 \| \| |
|           |

|  |

| 63 \| \| |
|          |

|  |

| 96 \| \| |
|          |

|  |

| 63 \| \| |
|          |

|  |

| 96 \| \| |
|          |

|  |

| 170 \| \| |
|           |

|  |

| 637 \| \| |
|           |

|  |

| 170 \| \| |
|           |

|  |

| 637 \| \| |
|           |

|  |

| 227 \| \| |
|           |

|  |

| 696 \| \| |
|           |

|  |

| 227 \| \| |
|           |

|  |

| 696 \| \| |
|           |

|  |

| 293 \| \| |
|           |

|  |

| 563 \| \| |
|           |

|  |

| 293 \| \| |
|           |

|  |

| 563 \| \| |
|           |

|  |

| 63 \| \| |
|          |

|  |

| 96 \| \| |
|          |

|  |

| 63 \| \| |
|          |

|  |

| 96 \| \| |
|          |

|  |

|  | Benziner (753) |

|  | Benziner (753) |

|  | Diesel (1.992) |

|  | Diesel (1.992) |

### Auszeichnungen
- 2009: Top Safety Pick 2010[2]

## Journey (seit 2021)
Der Dodge Journey der zweiten Generation wird seit September 2021 angeboten und ist derzeit nur auf dem mexikanischen Markt erhältlich. Er ist baugleich zum GAC Trumpchi GS 5 und wird in China gefertigt. Damit entspricht er nicht der bekannten und gängigen Dodge-Formensprache. Dodge setzt damit die Tradition fort, fremde Modelle als eigene Modelle in Mexiko zu vertreiben.
Die neue Generation ist dabei ähnlich breit und hoch wie die Vorgängergeneration, jedoch fast 20 Zentimeter kürzer.
Die zweite Generation ist in drei unterschiedlichen Ausstattungslinien erhältlich: SXT, Sport sowie GT Plus. Die Motorisierung ist dabei identisch. Ein Sechsgangautomatikgetriebe treibt einen 1,5-Liter-Turbo-Benziner (Vierzylinder) mit 169 PS und 264 Nm an.
Zur Sicherheitsausstattung gehören ein Toter-Winkel-Warner, ein Spurverlassenswarner, ein Auffahrwarner, eine Reifendruckkontrolle, sechs Airbags, eine Stabilitätskontrolle und in den höheren Ausstattungsstufen ein 360-Grad-Surround-Kamerasystem. Das Kombiinstrument verfügt über analoge Anzeigen mit einem 7-Zoll-LCD-Bildschirm, aber auch ein 12,3-Zoll-Digitalbildschirm ist erhältlich. Das Infotainment-System verfügt über einen 8-Zoll-Bildschirm und bietet Apple CarPlay und Android Auto sowie eine kabellose Qi-Ladefunktion für Smartphones.
Der Grundpreis des neuen Journey (SXT) lag bei Markteinführung bei 555.900 Pesos (rund 25.200 EUR anno 2021) inklusive lokaler Mehrwertsteuer.
Mit dem Journey der zweiten Generation gelangte zum ersten Mal ein chinesisches Automodell für die breite Masse nach Mexiko, nachdem jahrzehntelang in Mexiko produzierte Automobile nach China exportiert wurden – so auch die Vorgängergeneration des Dodge Journey. In den USA wird der Wagen nicht angeboten.